# Mihail al IX-lea Paleologul
Mihail al IX-lea Paleologul a fost fiul și asociatul la domnie a lui Andronic al II-lea Paleologul.

## Biografie
Mihail a fost un oștean viteaz, dar un comandant lipsit de talent. Fiind trimis, în 1302, împotriva turcilor cu o oștire de 16000 de oameni, el a suferit o grea înfrângere lângă Magnesia. În aprilie 1305, fiul căpeteniei alanilor, care servea în armata romee, răzbunându-se pentru asasinarea tatălui său, l-a înjunghiat, chiar în pragul cortului împăratului, pe șeful mercenarilor catalani, Roger de Flor. 
Mihail al IX-lea, chiar dacă n-a fost el însuși organizatorul atentatului, cel puțin, nu și-a exprimat prin nimic nemulțumirea, lucru pe care catalanii nu i l-au iertat. Trimis în Tracia să reprime revolta acestora, Mihail-al IX-lea a fost zdrobit și chiar rănit, cu această ocazie.
Mihail al IX-lea, practic, nu se amesteca în treburile de stat care nu priveau armata. El a murit la Thessalonic, la 12 octombrie 1320, nesuferind știrea morții tragice a fiului său mai mare, Manuel.